# Zbór Kościoła Adwentystów Dnia Siódmego w Zaborzu
Zbór Kościoła Adwentystów Dnia Siódmego w Zaborzu – zbór adwentystyczny w Zaborzu, należący do okręgu południowego diecezji południowej Kościoła Adwentystów Dnia Siódmego w RP. Pastorem zboru jest pastor Robert Wawrzykowski. Nabożeństwa odbywają się w kościele w Zaborzu ul Darwina 37 (budynek prywatny) każdej soboty o godz. 9.30.